# Bad Griesbach im Rottal

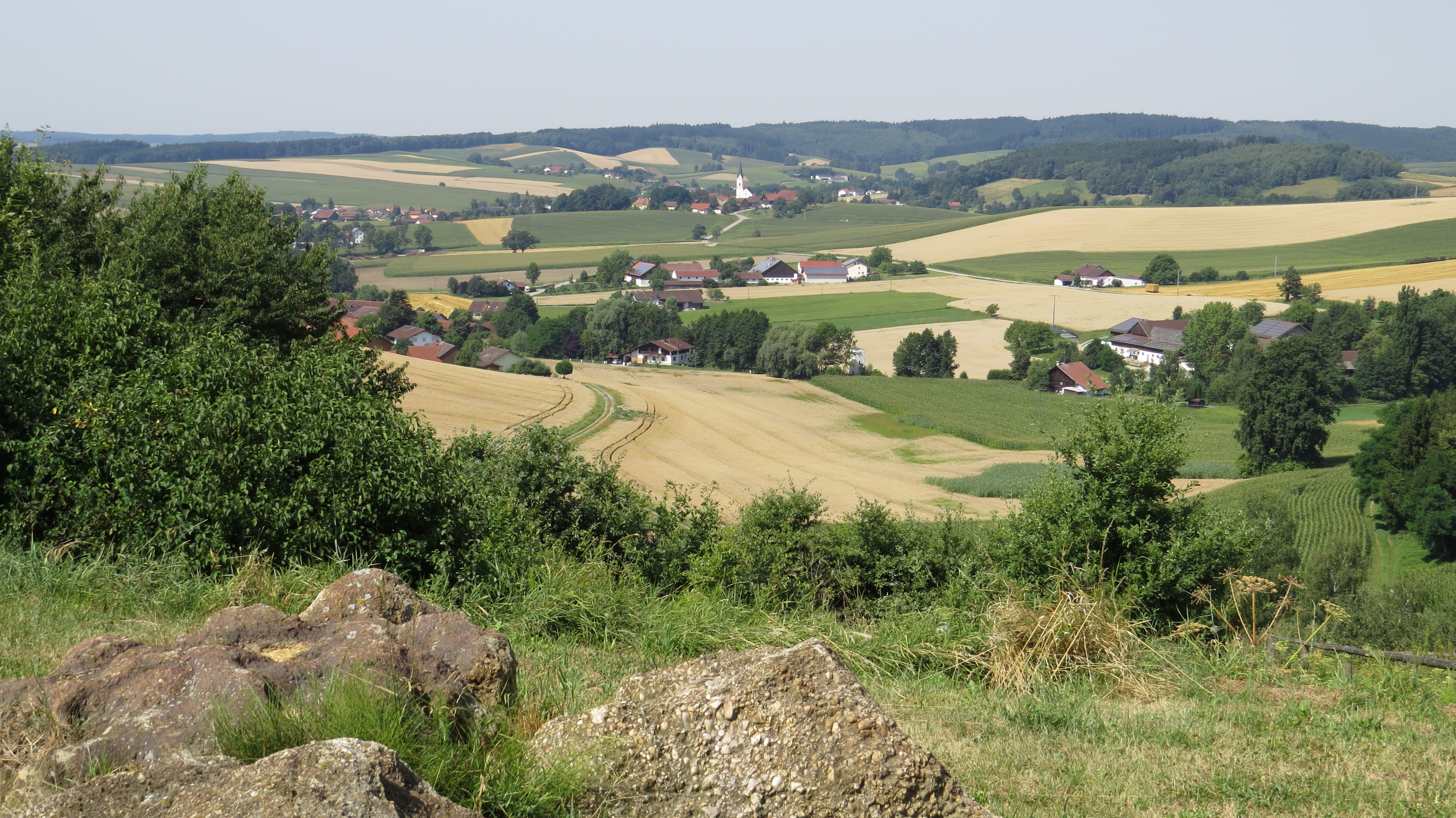
Landschaft bei Bad Griesbach, im Hintergrund Weng

Bad Griesbach im Rottal (amtlich: Bad Griesbach i.Rottal) ist eine Stadt im niederbayerischen Landkreis Passau. Der Kurort liegt im Niederbayerischen Bäderdreieck. Bis zum Jahr 2000 war der Name der Stadt Griesbach im Rottal.

## Geographie

### Geographische Lage
Der Ort im Rottal liegt in der Region Donau-Wald an der Grenze zum Landkreis Rottal-Inn. Der Kurort liegt 25 km südwestlich von Passau, 20 km südlich von Vilshofen an der Donau, 20 km östlich von Pfarrkirchen und zehn Kilometer nördlich von Rotthalmünster.

### Gemeindegliederung
Die Gemeinde hat 104 Gemeindeteile:
- Adlmörting
- Afham
- Aicha
- Aicha im Tal
- Amsham
- Au
- Aunham
- Bad Griesbach i. Rottal
- Bad Griesbach-Therme
- Baumgarten
- Birchau
- Breitenloh
- Brennberg
- Brimsmaier
- Buchet
- Churfürst
- Dobl
- Eckartsöd
- Eden
- Edengrub
- Edt
- Einöden
- Endham
- Falkenöd
- Forsthub
- Forsting
- Förstl
- Freudenöd
- Fuchshub
- Furtner
- Geisberg
- Geisberg am Wald
- Grieskirchen
- Großthann
- Großtrenk
- Haag
- Hager
- Hasenberg
- Haslreith
- Haunberg
- Höll
- Hölldobl
- Höllthal
- Hölzlmaier
- Hub bei Griesbach
- Hub bei Weng
- Hubersberg
- Hundshaupten
- Hundsmaier
- Kager
- Karpfham
- Katzham
- Kemading
- Kleintrenk
- Köpfstatt
- Kremsöd
- Kurzholz
- Lederbach
- Lohmann
- Maierhof
- Matzenöd
- Moos
- Neukl
- Niedergrün
- Niedermühle
- Niederreutern
- Niederweng
- Obergrün
- Oberham
- Obermühle
- Oberndorf
- Parzham
- Rehwinkl
- Reisbach
- Reutern
- Rottdobl
- Rotthof
- Sankt Salvator
- Sankt Wolfgang
- Schildorn
- Schratzenberg
- Schwaim
- Sibler
- Singham
- Steina
- Strenberg
- Thal
- Thalham
- Thanham
- Thannreith
- Thiersbach
- Untermühle
- Viertelsbach
- Weg
- Wegertsöd
- Weghof
- Weinberg
- Weng
- Wiesling
- Wimm
- Wimpeßl
- Würm
- Zachstorf
- Zehentreith

Es gibt die Gemarkungen Griesbach i.Rottal, Buchet, Grieskirchen, Karpfham, Reutern, Sankt Salvator und Weng.

### Nachbargemeinden
| - Rotthalmünster - Bayerbach (Landkreis Rottal-Inn) - Bad Birnbach (Landkreis Rottal-Inn) - Haarbach | - Ortenburg - Tettenweis - Ruhstorf an der Rott - Pocking |

## Geschichte

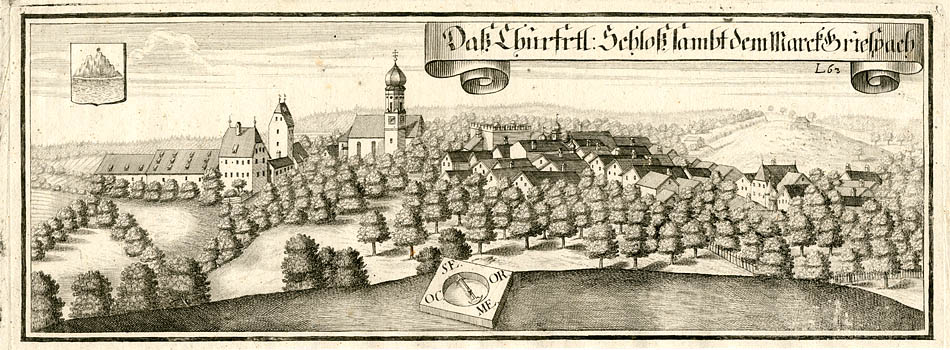
Schloss und Markt Griesbach im 18. Jahrhundert (Stich von Michael Wening)

Schloss Griesbach

### Bis zum 19. Jahrhundert
Erstmals urkundlich erwähnt wurde die „Burg Griesbach“ um das Jahr 1076. Der Ort war Sitz eines Pflegamts und gehörte zum Rentamt Landshut. Er wurde von den pfälzischen Truppen 1504 völlig zerstört, bald danach aber wieder aufgebaut. 1778/79 war Griesbach österreichisch besetzt. Griesbach im Rottal war vor 1806 Teil des Kurfürstentums Bayern und besaß ein Marktgericht mit magistratischen Eigenrechten. Im Jahre 1802 wurde Griesbach Sitz eines Landgerichts.

### 20. Jahrhundert
Die Stadterhebung Griesbachs erfolgte am 2. September 1953. Die bayerische Gebietsreform brachte am 1. Januar 1972 die Eingemeindung der Gemeinden Karpfham, Reutern, St. Salvator und Weng. Der Verlust des Landratsamts am 1. Juli des gleichen Jahres löste zwangsweise einen Wandel der Wirtschaftsstruktur aus. Nach der Entdeckung der Thermalquellen von Bad Füssing standen die erfolgreichen Bohrungen nach Thermalwasser in den Jahren 1972/73 im Gemeindeteil Schwaim für eine Orientierung hin zum Kurwesen.

### Therme
Schon 1973 wurde die Stadt als staatlich anerkannter Luftkurort ausgewiesen. Im Jahre 1977 wurde ein kommunales Kurmittelhaus eröffnet. 1979 erfolgte die staatliche Anerkennung der drei Thermalquellen, den Namensgebern des Dreiquellenbades. 1985 verlieh das Innenministerium der Stadt Griesbach für den Bereich des Thermalzentrums den Titel Heilbad. Um Verwechslungen zu vermeiden, wurde 2000 mit der Anerkennung des offiziellen Titels Bad für das gesamte Stadtgebiet das Thermalgebiet, welches vormals seit 1985 allein den Titel Bad Griesbach trug, in Bad Griesbach-Therme umbenannt. Unter Einheimischen ist jedoch die Bezeichnung als Kurgebiet üblich. Die im Kurgebiet im Jahr 1973 erschlossenen drei Quellen Nikolausquelle, Marienquelle und Karlsquelle sind bis zu 60 °C warm und kommen aus bis zu 1522 Metern Tiefe.
Seit dem 5. Januar 2000 trägt die Stadt den Namenszusatz Bad.
Bad Griesbach bildet mit den Thermalkurorten Bad Füssing und Bad Birnbach das  niederbayerische Bäderdreieck.

### Ausgliederungen
Am 1. Januar 1982 wurden Gebietsteile mit damals etwa 40 Einwohnern an den Markt Ortenburg abgetreten.

### Flüchtlinge
Im Oktober 2024 weigerte sich Bürgermeister Jürgen Fundke die Anmeldung von neuen ukrainischen Flüchtlingen anzunehmen. Eine Frist des Landratsamt ließ er verstreichen und so musste sein Stellvertreter die Anmeldung vornehmen. Der Ort wurde für die Zuweisung ausgewählt, da es noch freie Kapazitäten gab.

### Einwohnerentwicklung
Im Zeitraum 1988 bis 2018 wuchs die Stadt von 7074 auf 9055 um 1981 Einwohner bzw. um 28 %.
Die Entwicklung der Bevölkerungszahlen verlief in Bad Griesbach langsam, aber stetig. Die Entwicklung im Einzelnen (heutiger Gebietsstand):
| Jahr | Einwohner |      | Jahr | Einwohner |
| 1840 | 4379      | 2004 | 8540 |           |
| 1871 | 5131      | 2005 | 8473 |           |
| 1900 | 5430      | 2006 | 8431 |           |
| 1925 | 5521      | 2007 | 8478 |           |
| 1939 | 5275      | 2008 | 8488 |           |
| 1950 | 7509      | 2009 | 8448 |           |
| 1961 | 6005      | 2010 | 8407 |           |
| 1970 | 6182      | 2011 | 8290 |           |
| 1987 | 7029      | 2012 | 8399 |           |
| 1991 | 7974      | 2013 | 8501 |           |
| 1995 | 8503      | 2014 | 8626 |           |
| 2000 | 8571      | 2015 | 8859 |           |
| 2001 | 8544      | 2016 | 8901 |           |
| 2002 | 8439      | 2018 | 9300 |           |
| 2003 | 8510      | 2023 | 8862 |           |

ab 2004 jeweils am 31. Dezember
Bad Griesbach nimmt unter den 38 Gemeinden des Landkreises Passau hinter den Städten Vilshofen an der Donau (2014: 16.053), Pocking (2014: 15.076) und Hauzenberg (2014: 11.564) den vierten Rang ein.

## Politik

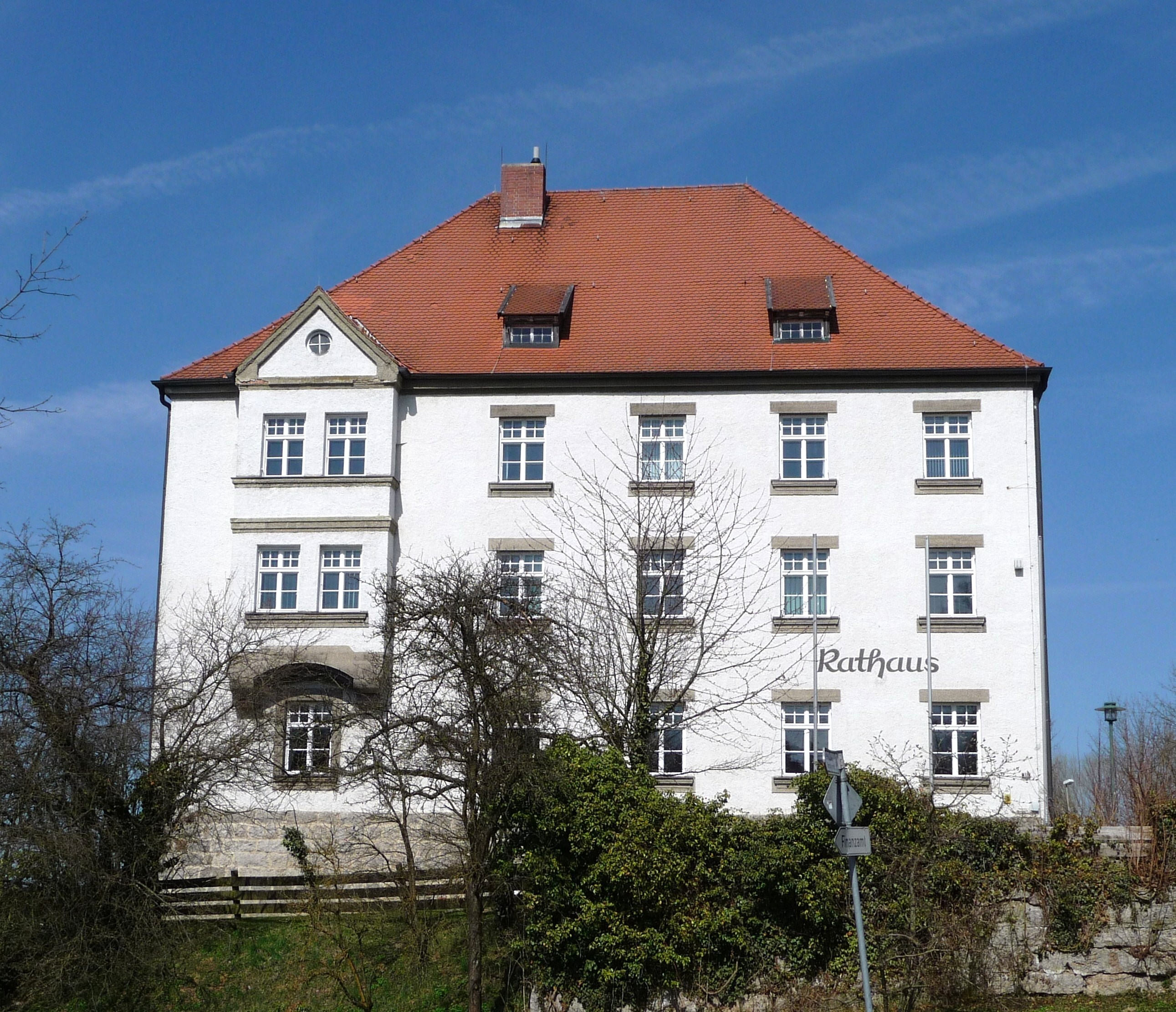
Das Rathaus von Bad Griesbach

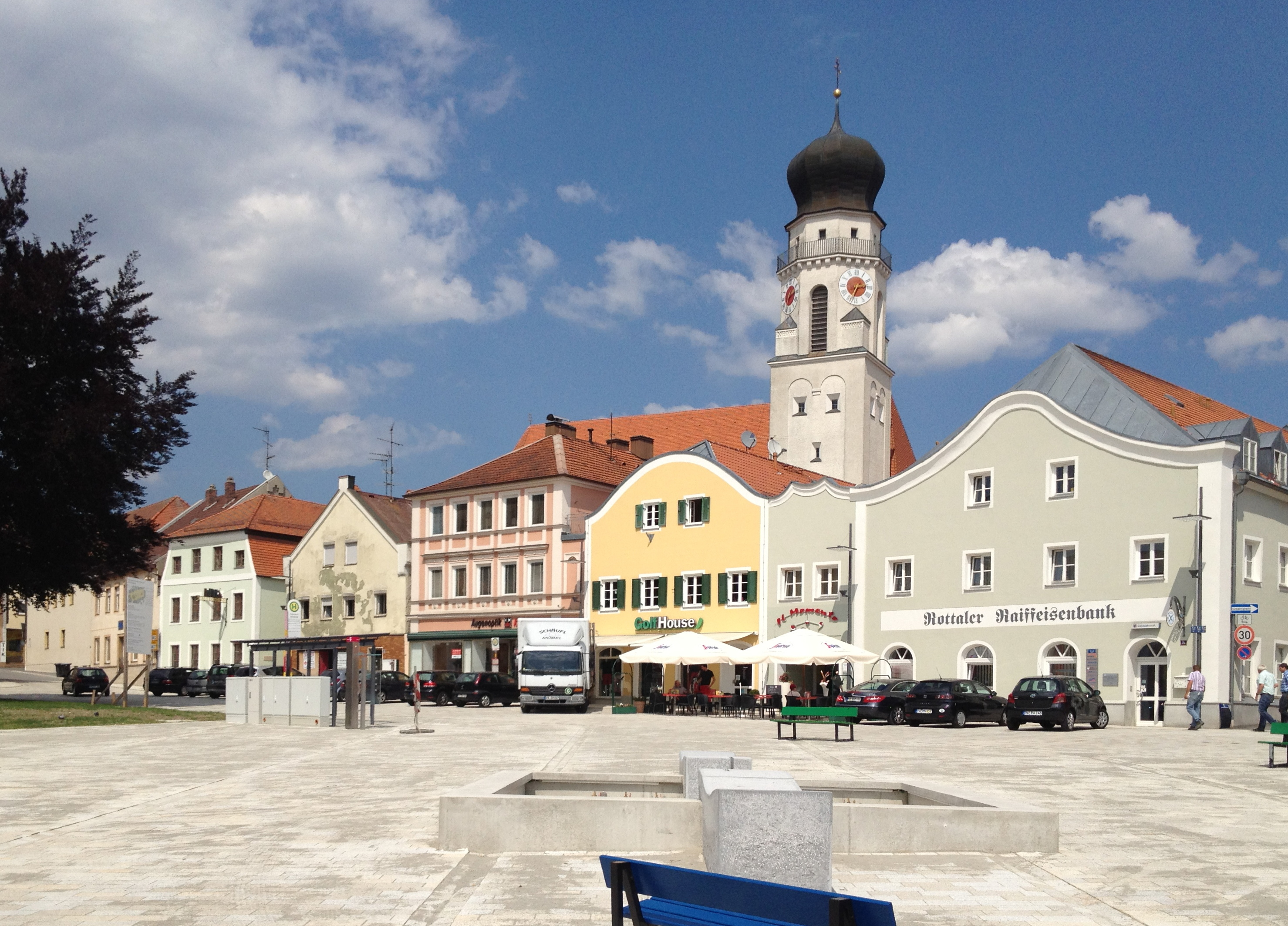
Der Stadtplatz von Bad Griesbach im Rottal

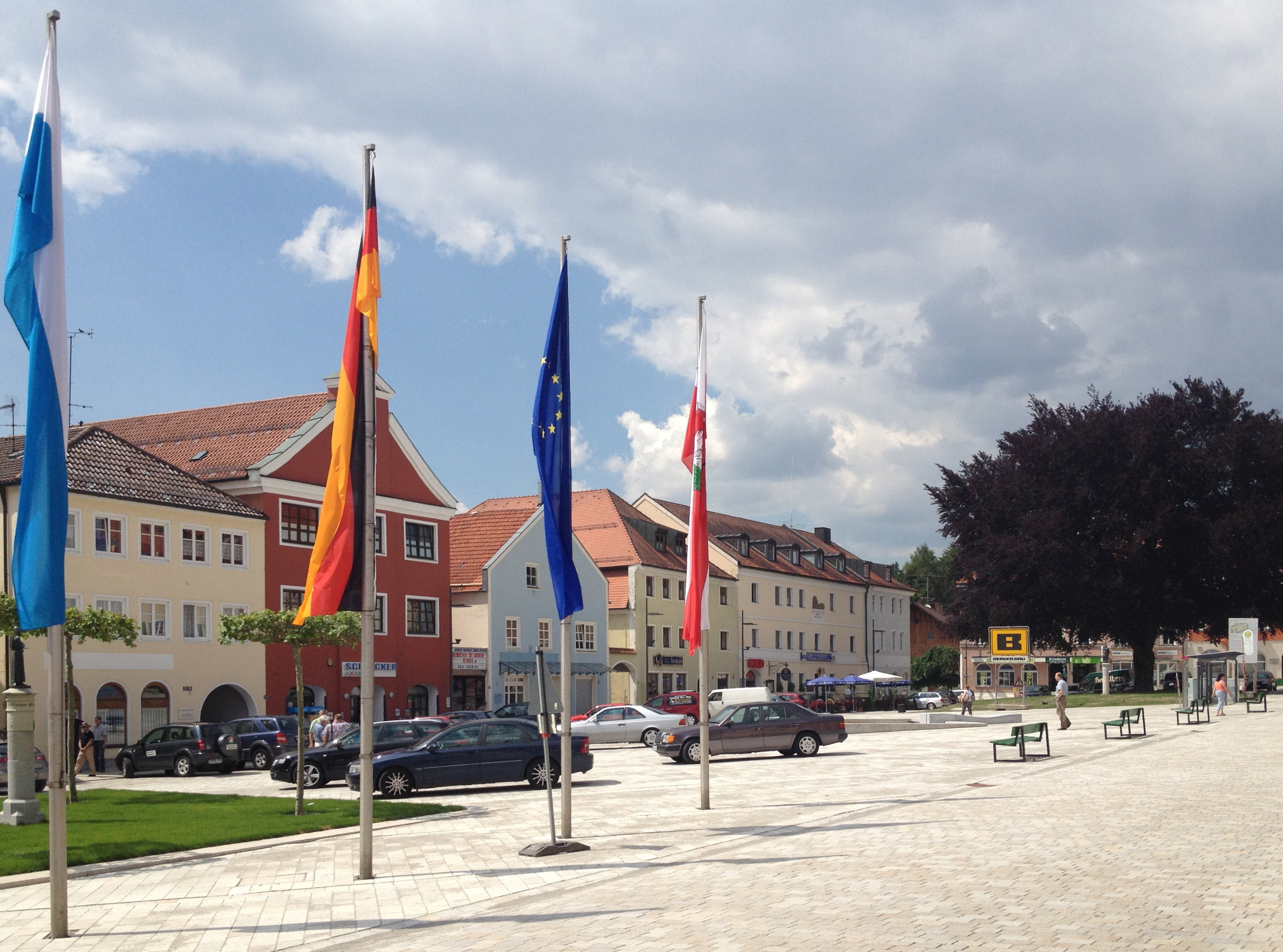

- ÜW: 4
- CSU: 4
- SPD: 3
- WGKE: 3
- WGWE: 2
- WGSE: 2
- WGR: 2

SPD einschließlich FWG

### Stadtrat
Bei der Kommunalwahl vom 15. März 2020 haben von den 7552 stimmberechtigten Einwohnern in der Stadt Bad Griesbach, 3931 von ihrem Wahlrecht Gebrauch gemacht, womit die Wahlbeteiligung bei 52,05 % lag.

### Bürgermeister
Erster Bürgermeister Jürgen Fundke (Überparteiliche Wählergemeinschaft) wurde 2008 per Stichwahl mit 57,81 % gewählt. Er wurde 2014 mit 54,72 % der gültigen Stimmen im Amt bestätigt. Bei der Kommunalwahl vom 15. März 2020 wurde er mit 59,89 % der Stimmen wiedergewählt.
Fundke ist der Nachfolger von Robert Erdl (CSU), der 2002 für Konrad Ebner (CSU) gewählt wurde. Dieser wiederum folgte Edmund Mitzam (Überparteiliche Wählergemeinschaft).

### Gemeindesteuereinnahmen
Die Gemeindesteuereinnahmen betrugen im Jahr 2005 2.155.000 €, davon betrugen die Gewerbesteuereinnahmen umgerechnet 1.038.000 € netto.

### Wappen
| Wappen der Stadt Bad Griesbach i. Rottal | Blasonierung: „In Rot über grünen Wellen ein natürlicher, zweiteiliger weißer Felsen.“ |
| Wappen der Stadt Bad Griesbach i. Rottal | Wappenbegründung: Das bereits 1557 durch Herzog Albrecht V. von Bayern verliehene Wappen zeigt im Wesentlichen in der unteren Hälfte in grünem Grund einen querverlaufenden Bach in Silber, darüber in rotem Grund eine weiße Felskuppel. In den folgenden Jahrhunderten gab es immer wieder verschiedene Änderungen in der Wiedergabe des Griesbacher Stadtwappens. Vor allem im 19. Jahrhundert leistete man sich Ungenauigkeiten. Mit der Zusammenlegung der Gemeinden Karpfham, Reutern, St. Salvator und Weng mit der Stadt Griesbach im Jahr 1972 erhielt dieses alte Rottaler Gemeinwesen von der Regierung die Zustimmung zur Annahme eines Gemeindewappens und eines Dienstsiegels, dessen Wappenbild auf die früheren Abbildungen zurückgreift. Die offizielle Wappenbeschreibung lautet nach dem Entschluss der Regierung von Niederbayern vom 10. Oktober 1972: „In Rot über grünen Wellen ein natürlicher, zweiteiliger weißer Felsen“. |

### Städtepartnerschaften
Seit dem 19. August 2006 besteht mit Friesach im Bundesland Kärnten der Republik Österreich eine Städtepartnerschaft. Patenstadt ist Passau, Patengemeinde ist Fürstenzell.

## Kultur und Sehenswürdigkeiten

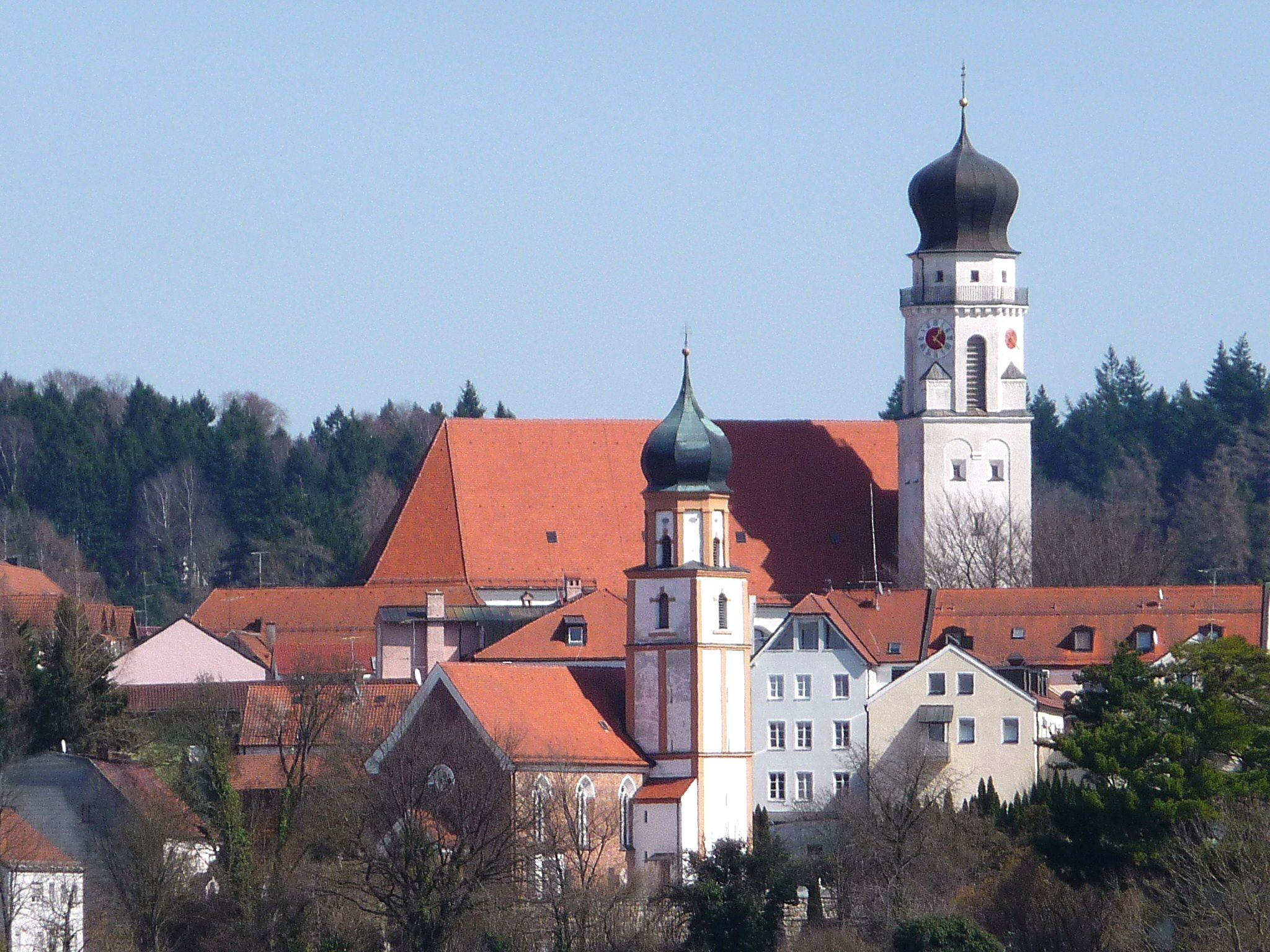
Die Stadtpfarrkirche Hl. Familie und die Friedhofskirche St. Michael

### Bauwerke
- Stadtpfarrkirche Heilige Familie
- Friedhofskirche St. Michael
- Wallfahrtskirche Maria Schutz auf dem Kronberg
- Emmauskirche und Ökumenisches Kurseelsorgezentrum „Emmaus“
- Kloster Sankt Salvator mit prächtiger Kirche, heute Pfarrkirche der Pfarrei Sankt Salvator
- Schloss Griesbach
- Kurmittelhaus
- Pfarrkirche St. Johannes der Täufer und Wallfahrtskirche St. Wolfgang in Weng
- Pfarrkirche St. Mariä Himmelfahrt in Karpfham
- spätgotische St.-Valentin-Kirche in Reutern
- Bruder Konrads Geburtshaus in Parzham

### Eisenerzschürfstellen
Im Griesbacher Forst kann man frühzeitliche Eisenerzschürfstellen besuchen. Bei dem Trichtergrubenfeld handelt es sich um das Geotop Nr. 275 G 003, das im Geotopkataster von Bayern dokumentiert ist. Südöstlich des Ortskerns befindet sich die so genannte Habererkirche. Es handelt sich hierbei um einen Felsdurchschlupf des Mesolithikums mit geringen Resten steinzeitlicher Höhlenmalereien.

### Freizeit
In Bad Griesbach befindet sich eine der größten Golfanlagen Europas, bestehend aus sechs 18-Loch-Meisterschaftsplätzen, drei 9-Loch- und zwei 6-Loch-Plätzen sowie die nach eigenen Angaben größte Golfschule der Welt. Im Kurpark befindet sich der Fitness-Park. Bei den fünf Trainingsinseln im Fitness-Parcours lassen sich individuelle Übungen zu Koordination, Kraft und Ausdauer zusammenstellen. Daneben besteht der Finnenweg und der Barfußweg.
Das Freizeitangebot der Stadt umfasst Radfahren, Wandern, Reiten, Tennis spielen und Minigolfen. Ein Hochseilgarten und 17 verschiedene Nordic Walking-Strecken stehen den Freizeitsportlern zur Auswahl. Mit 150 Kilometern ausgewiesener Wegstrecke und einer einzigartigen Marathon-Route bildet Bad Griesbach nach Eigenangaben das größte Nordic-Walking-Zentrum Deutschlands. Wanderer finden in dem sehr gut ausgebauten Wegenetz auch verschiedene Themenwege wie Landwirtschaftsweg, Waldlehrpfad sowie die Pilgerwege „Via Nova“, Emmausweg und ein Teilstück des Jakobsweges. Weitere Freizeitangebote: Freibad mit 80-Meter-Rutsche, Ballonhafen, Städtische Galerie und Galerie im Schlosshof, Geburtshaus des hl. Bruder Konrad in Parzham, Kloster Asbach (Zweigstelle des Bayerischen Nationalmuseums).

### Regelmäßige Veranstaltungen
- Rottaler Volksmarathon am 1. Samstag im Mai (5, 12, 21, 42 und 50-Kilometer Strecken zum Laufen, Nordic Walken oder Wandern)
- Open Airs auf dem Kurplatz
- Lampionfest, Bad Griesbach-Altstadt, jeweils Ende Juli (seit 1967)
- Ballontreffen, Bad Griesbach-Therme, jeweils Mitte August
- Karpfhamer Fest, eines der größten Volksfeste Bayerns mit der Rottalschau, jeweils Ende August (etwa 4 km außerhalb von Bad Griesbach)
- Waldwintermarkt im Kurwald (27. bis 29. Dezember)

## Wirtschaft und Infrastruktur

### Wirtschaft einschließlich Land- und Forstwirtschaft
2017 gab es in der Stadt 3067 sozialversicherungspflichtige Arbeitsplätze. Von der Wohnbevölkerung standen 3357 Personen in einem versicherungspflichtigen Beschäftigungsverhältnis. Damit war die Zahl der Auspendler um 290 Personen größer als die der Einpendler. 189 Einwohner waren arbeitslos. 2016 gab es 102 landwirtschaftliche Betriebe. Von der Gemeindefläche waren 4118 Hektar landwirtschaftlich genutzt.

### Gesundheit und Kur
Bei Bad Griesbachs Thermalwasser handelt es sich um drei natürliche, fluoridhaltige Natrium-Hydrogencarbonat-Chlorid-Quellen. Sie kommen mit Temperaturen von 30 °C, 38 und 60 °C aus bis zu 1522 Meter Tiefe. Damit werden alle Arten von Rheuma, Verdauungs- und Stoffwechselprobleme sowie Erkrankungen des Bewegungsapparates behandelt. Das Wasser ist auch anerkannt als Trinkkur bei Knochenentkalkung (Osteoporose), bei Altersatrophie des Knochenskeletts, bei Stoffwechselerkrankungen, Sodbrennen sowie bei seelisch-nervlichen Störungen. Es gibt Kliniken und Zentren für Rehabilitation und AHB (z. B. für Orthopädie, Rheumatologie, Neurologie, Innere Medizin, Kardiologie, Urologie, Geriatrie, für Sportmedizin, Alkoholentzug, Heilfasten, Dialyse und Burnout-Syndrom). Angeboten werden im Rahmen einer ambulanten Badekur verschiedene gesundheitsfördernde Maßnahmen wie Arztvorträge, Entspannungstechniken, Bewegungstraining oder Ernährungsseminare. Die Bad Griesbacher Badeärzte können Mitgliedern von Gesetzlichen Krankenkassen außerdem entsprechende Heilmittel wie Massagen oder Krankengymnastik verordnen. Beliebt sind vor allem die krankenkassen-geförderten Präventionsangebote.
Daneben gibt es sowohl im Thermalzentrum als auch in der Altstadt eine Vielzahl von Schönheitsfarmen, Kosmetiksalons und Wellness-Einrichtungen, die sich um das Wohlergehen von Kur- und Urlaubsgästen kümmern.

### Tourismus

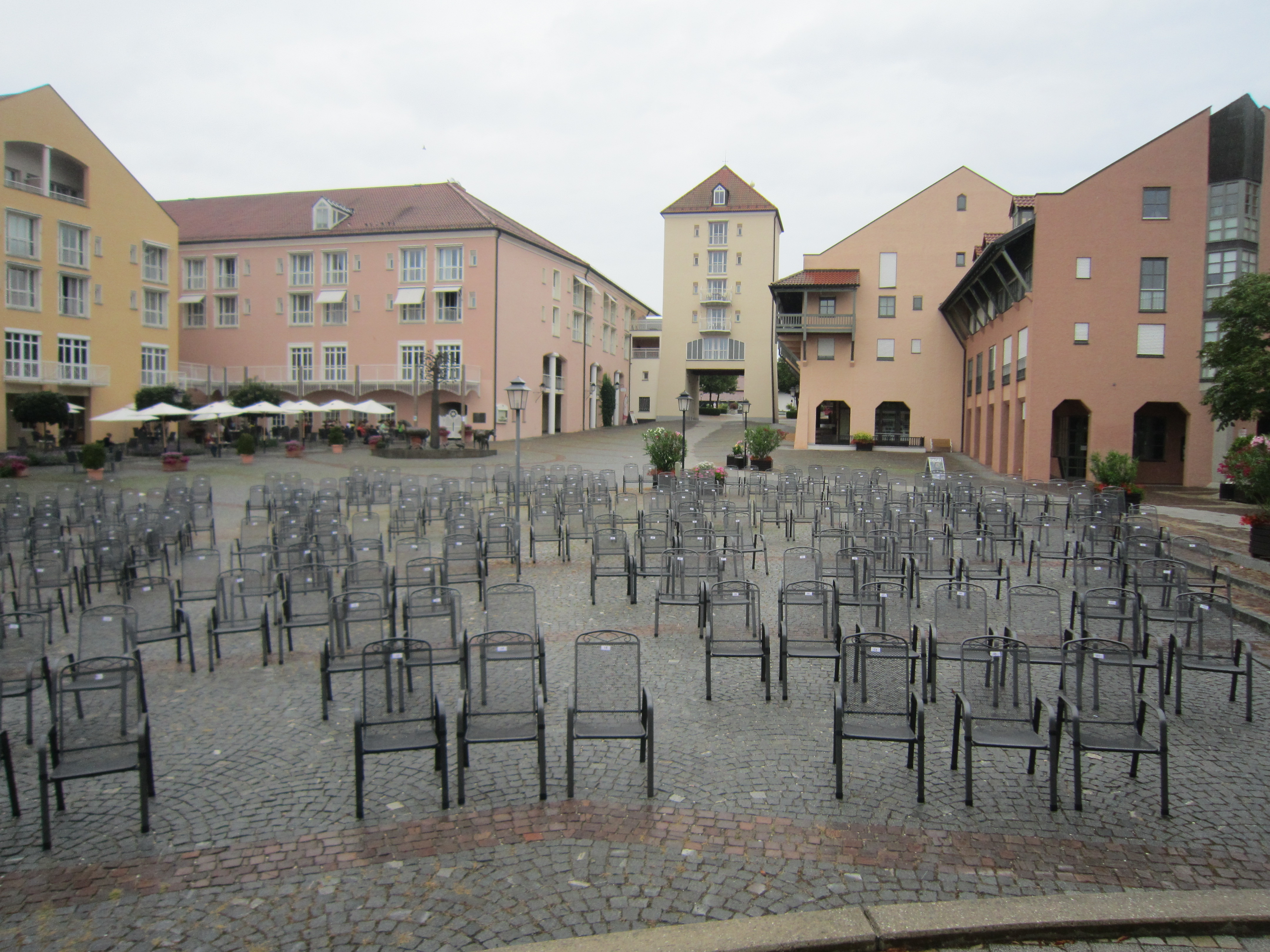
Reduziertes Platzangebot auf dem Kurplatz von Bad Griesbach-Therme während der COVID-19-Pandemie im Juli 2020

Einen wesentlichen Faktor zum Aufschwung des Ortes und der Region brachte die Erschließung der Thermalheilquellen, die durch den ehemaligen Bürgermeister Hartl vorangetrieben und durch sein Engagement realisiert wurde. Zahlreiche Hotels und Kliniken auf dem jetzigen Thermalgebiet verzeichnen seit einigen Jahren einen regen Kur- und Badebetrieb. Der Kurbetrieb verhilft Gästen und Patienten der Gesundheitsförderung und bringt Menschen aus der Region eine gesicherte Arbeit. 2008 verzeichnet der Ort ca. eine Million Übernachtungen.
Einige der wichtigsten Kliniken am Ort sind:
- KWA Klinik Stift Rottal
- Asklepios Privatklinik im St. Wolfgang
- Reha-Zentrum Passauer Wolf
- Fachklinik St. Lukas für Psychosomatik
- Hotelklinik Maria Theresia - Passauer Wolf Privatklinik

Medizinische und therapeutische Betreuung finden die Gäste außerdem in den vielen Hotels und Appartementhäusern. In Bad Griesbach-Therme und Bad Griesbach-Altstadt gibt es insgesamt zwölf Häuser mit drei Sternen, sechs Vier-Sterne-Hotels, drei Fünf-Sterne-Hotels sowie ein Fünf-Sterne-Campingplatz mit Thermalwasser und eigener Kurabteilung. Über 40 Privatvermieter sind bereits klassifiziert.
Eine weitere wirtschaftliche Stütze neben dem Thermalbetrieb stellt der Golfsport dar. Der Golf Club Sagmühle und das Hartl Golf Resort weisen gemeinsam sechs 18-Loch-Meisterschaftsplätze, drei 9-Loch-Plätze sowie einen 6-Loch-Kindergolfplatz auf. Zu den beiden Golfclubs zählen mehrere tausend Mitglieder.
Die enge Verbindung von Golf- und Wellnessangeboten ist kennzeichnend für Bad Griesbach als touristisches Ziel.

### Verkehr
Die Stadt ist über die Anschlussstelle 116 an die Autobahn A 3 angeschlossen. Außerdem besteht eine Verbindung mit der Landeshauptstadt München über die B 388. Es existiert ein großflächiges öffentliches Verkehrsnetz in der Verkehrsgemeinschaft Landkreis Passau, mit dem die umliegenden Dörfer und Städte erreicht werden können. Darüber hinaus besitzt Bad Griesbach im Rottal mit dem nahegelegenen Karpfham einen Bahnhalt an der Bahnstrecke Passau–Neumarkt-Sankt Veit, von wo aus Nahverkehr aus Richtung Mühldorf sowie nach Passau besteht. Der 25 km entfernt liegende Flugplatz Vilshofen kann von propeller- wie düsengetriebenen Flugzeugen angeflogen werden. Genutzt wird dieser zu gewerblichen und touristischen Zwecken.

### Bildung
Es gibt folgende Einrichtungen:
- zwei Kindergärten
- zwei Waldkindergärten
- einen Kinderhort
- eine Ganztagsbetreuung
- eine Grund- und Mittelschule
- eine Realschule
- eine Altenpflegeschule
- die Volkshochschule
- die Musikschule

### Behörden
Bad Griesbach ist Standort für das Finanzamt Passau, Außenstelle Bad Griesbach. Seit Oktober 2005 befindet sich in den Räumlichkeiten des Schlosshofs 2 das verbliebene Büro des Forstreviers Bad Griesbach.

## Persönlichkeiten

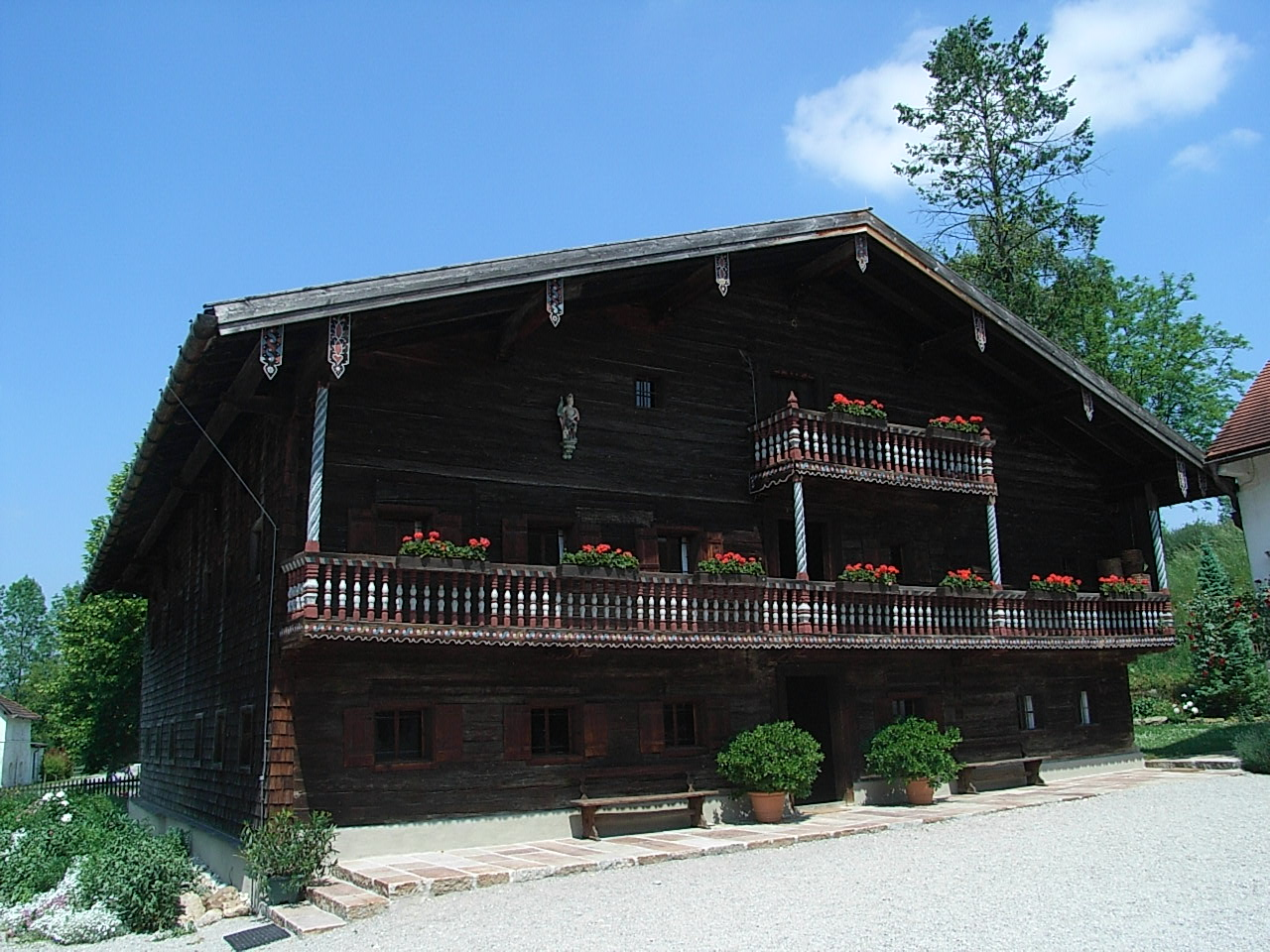
Bruder Konrads Geburtshaus

- Der heilige Konrad von Parzham (bürgerlich Johann Birndorfer) wurde am 22. Dezember 1818 im Weiler Parzham, welcher ca. 2 km von der Altstadt entfernt liegt, geboren. Der Geburtsort des Heiligen, der sog. Bruder-Konrad-Hof – ein typischer Rottaler Vierseithof – ist eine von wenigen[17] erhaltenen Geburtsstätten eines Heiligen in Deutschland und kann besichtigt werden. Seit 1977 ist Konrad der Stadtpatron von Bad Griesbach.

- Franz Schmalzgrueber (1663–1735), Jesuit und Kirchenrechtler, wurde in Griesbach geboren.
- Der Bildhauer Wenzeslaus Jorhan (um 1695–1752) lebte ab etwa 1720 in Griesbach und führte hier seine Bildhauerwerkstätte.
- Sein Sohn, der Bildhauer Christian Jorhan der Ältere (1727–1804) ist in Griesbach geboren.
- Rudolf Seefried (1877–1961), Landrat im Landkreis Kemnath, wurde in Griesbach geboren
- Der bayerische Landtagsabgeordnete Benedikt Hirschenauer (1884–1951) wurde in Großthann geboren.
- Josef Altstötter (1892–1979), Ministerialdirektor im Reichsjustizministerium und Kriegsverbrecher, wurde in Griesbach geboren.
- Walter Sommer (1908–1972), Architekt, wurde in Griesbach geboren.
- Max Absmeier (1920–2012), römisch-katholischer Geistlicher und Ehrenbürger von Altötting, wurde in Karpfham geboren.
- Der Maler Herbert Schneider (1924–1983) wurde in Griesbach geboren.
- Edi Reichart (* 1957), der Skirennläufer und Trainer wurde in Griesbach geboren.
- Der Menschenrechtsaktivist Franz-Josef Hutter (1963–2013) wurde in Griesbach geboren.
- Die Schauspielerin Bettina Mittendorfer wurde am 24. September 1970 in Griesbach geboren.
- Der römisch-katholische Priester und Schriftsteller Werner Kuchar (1971–2013) wurde am 25. März 1971 in Griesbach geboren.
- Franz Beckenbauer (1945–2024) wurde 2003 gemeinsam mit dem Bäderpionier Alois Hartl Ehrenbürger der Stadt Bad Griesbach.